# Усть-Люга
Усть-Люга — посёлок в Вятскополянском районе Кировской области России. Административный центр Усть-Люгинского сельского поселения.

## География
Посёлок находится в южной части Кировской области, в зоне хвойно-широколиственных лесов, на берегах реки Люга, вблизи места впадения её в реку Вятка, на расстоянии приблизительно 14 км (по прямой) к востоку-юго-востоку (ESE) от города Вятские Поляны, административного центра района. Абсолютная высота — 69 м над уровнем моря.
Климат
Климат характеризуется как умеренно континентальный, с умеренно холодной зимой и тёплым летом. Среднегодовая температура — 2,9 °C. Средняя температура воздуха самого холодного месяца (января) составляет −13,8 °C (абсолютный минимум — −48 °С); самого тёплого месяца (июля) — 19,1 °C (абсолютный максимум — 38 °С). Безморозный период длится в течение 126—131 дня. Годовое количество атмосферных осадков — 453—506 мм, из которых 245—275 мм выпадает в период с мая по сентябрь. Снежный покров держится в течение 150 дней.

## Население
| 2010 |
| ---- |
| 1111 |

Половой состав
По данным Всероссийской переписи населения 2010 года в гендерной структуре населения мужчины составляли 45,9 %, женщины — соответственно 54,1 %.
Национальный состав
Согласно результатам переписи 2002 года, в национальной структуре населения русские составляли 69 % из 1220 чел., татары — 27 %.